# هونما ماساهارو
هونما ماساهارو (本間 雅晴 Homma Masaharu, ۲۷ نوامبر ۱۸۸۷ – ۳ آوریل ۱۹۴۶) ژنرال نیروی زمینی امپراتوری ژاپن و فرماندار کل فیلیپین بود.